# Thriambeutes mesembrinoides
Thriambeutes mesembrinoides är en tvåvingeart som först beskrevs av Surcouf 1908.  Thriambeutes mesembrinoides ingår i släktet Thriambeutes och familjen bromsar.
Artens utbredningsområde är Seychellerna. Inga underarter finns listade i Catalogue of Life.